# 현존함대

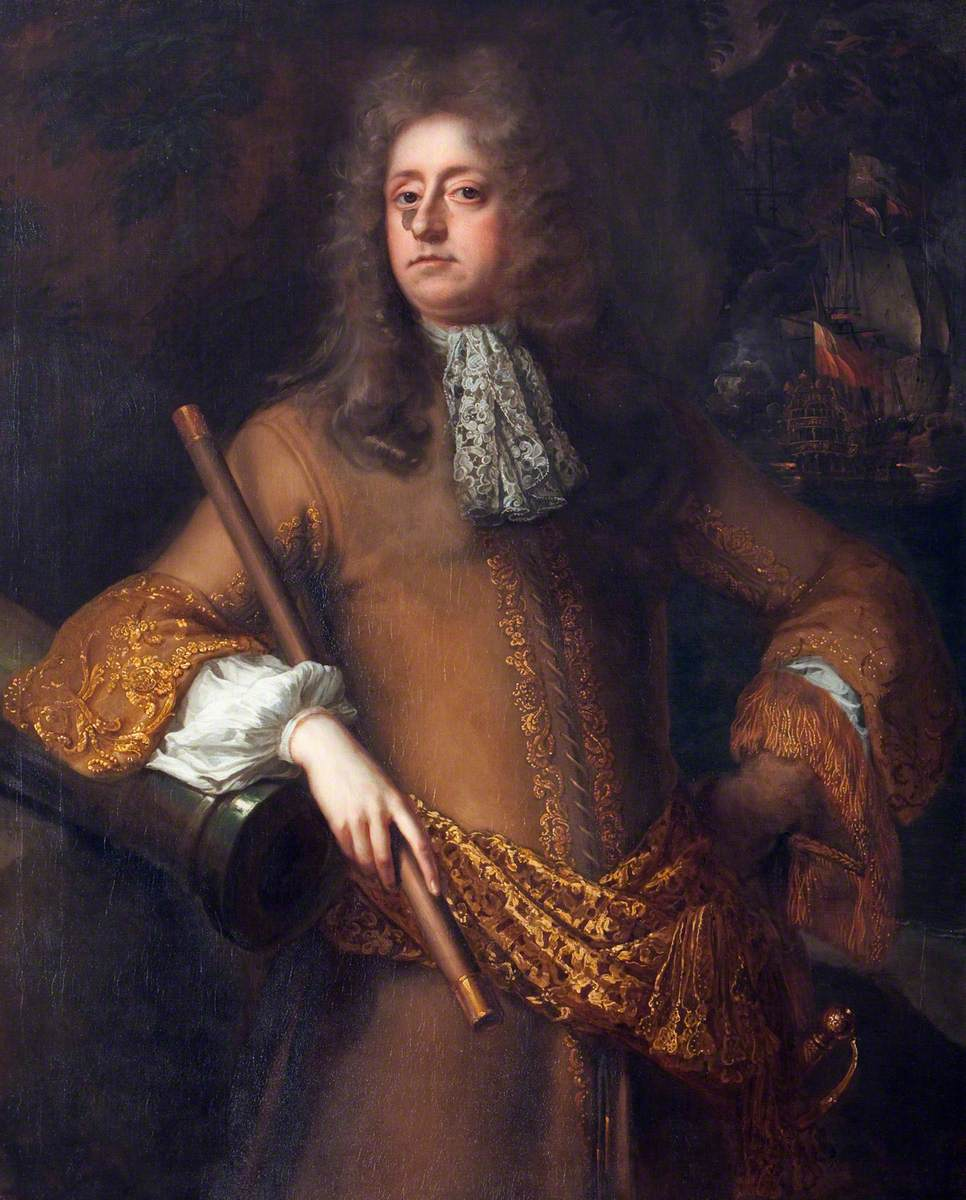
1690년 "현존함대" 개념을 창안한 아서 허버트 제1대 토링턴 백작

해전에서 현존함대(Fleet in being) 또는 견제함대는 항구를 떠나지 않고도 통제력을 행사하는 해군력을 묘사하는 데 사용되는 용어이다. 만약 함대가 항구를 떠나 적과 맞서면 전투에서 패배하여 더 이상 적의 행동에 영향을 미치지 못할 수도 있지만, 안전하게 항구에 머무는 동안 적은 함대가 잠재적으로 능동적인 참여자가 될 가능성에 대비하여 계속 병력을 배치해야 한다. "현존함대"는 해역거부 교리의 일부가 될 수 있지만, 제해권 교리의 일부는 아니다.

## 용어의 사용
이 용어는 1690년 영국 해협의 영국 왕립 해군을 지휘하던 토링턴 경이 더 강력한 프랑스 함대에 직면했을 때 처음 사용되었다. 그는 증원군이 도착할 때까지 매우 유리한 조건이 아니라면 해전을 피해야 한다고 제안했다. "현존함대"를 유지함으로써 그는 활발한 위협을 유지할 수 있었고, 이는 적이 해당 지역에 머무르게 하고 다른 곳에서 주도권을 잡는 것을 막았다.

### 2차 사용
러디어드 키플링은 1898년 "현존함대: 채널 전대와의 세 차례 항해 기록"이라는 제목으로 영국 채널 함대에 대한 일련의 기사를 발표했지만, 여기서 설명하는 의미로는 이 용어를 사용하지 않았다.

## 개념
"현존함대" 개념은 적군 근처에 있더라도 함대가 항구에서 비교적 안전하다는 가정에 기반을 두고 있다. 이는 현대 시대에는 반드시 사실은 아니지만, 인류 역사 대부분 동안 항구에 있는 함대는 공격 및 폭풍과 같은 다른 위험에 훨씬 덜 노출되었다. 이로 인해 적군이 불균형적인 손실을 입지 않고 함대에 피해를 입히는 것이 어렵거나 심지어 불가능해졌다.
적군은 "현존함대"를 단순히 무시할 수 없다. 왜냐하면 "현존함대"는 항상 유리한 조건이 있을 때마다 출격하여 공격할 수 있는 옵션을 가지고 있기 때문이다. 봉쇄군은 "현존함대"가 현실적으로 스스로 공격할 수 없을 만큼 충분히 강력해야 한다. 이는 방어자에게 유리한 교착 상태를 만들어낸다. 왜냐하면 공격자는 항상 그들을 막기 위해 우월한 병력을 배치해야 하고, 그 부대들은 다른 임무를 수행할 수 없기 때문이다.
타란토 전투와 진주만 공격 이후, 항공력이 항구에 집중된 함대를 취약하게 만들었고, "현존함대"는 너무 위험해서 실용적이지 않다는 것이 명백해졌다. 항구는 적군이 공격을 집중할 수 있는 알려진 위치이며, 소수의 항공기나 잠수함이라도 발전된 방어에도 불구하고 여러 군함에 피해를 입히거나 침몰시킬 수 있다. 코만도 기습과 드론은 항구에 있는 함대에 추가적인 잠재적 위험을 초래한다. 결과적으로 현대 함대는 그 위치가 완전히 알려지지 않은 해상에 있는 것이 더 유리하며, 이는 어느 정도의 보호를 제공한다. 수중함은 잠수하여 운항할 때 추적하고 발견하기가 훨씬 더 어렵다. 현대 원자력 잠수함의 항속 거리는 승조원의 식량과 심리적 요인만이 이러한 함정이 잠수 상태든 아니든 해상에 머무를 수 있는 시간을 제한한다.
이는 "현존함대"가 완전히 무의미해진 것은 아니다. 왜냐하면 정치적 이유와 같이 적군이 항구에 있는 함대를 공격하기를 꺼리거나 공격할 수 없는 상황이 있기 때문이다.
이에 대한 한 가지 예는 포클랜드 전쟁 때이다. 대안을 검토한 후, "아르헨티나 해군 [1982년 포클랜드 전쟁]에 대해 받아들여진 전략은 '현존함대' 개념이었다... 함대는 직접적인 공격을 수행하지 않을 것이며, 오직 승산이 있을 때만 공격할 것이다. 그렇지 않으면, 그들은 선언된 영국 배제 구역 밖에 머물면서 기회가 오기를 기다릴 것이다." 아르헨티나는 그들의 "현존함대"를 긍정적으로 활용할 수 없었다. 왜냐하면 HMS 컨커러에 의한 ARA 헤네랄 벨그라노 침몰은 제2차 세계 대전 시대의 순양함과 아르헨티나 해군의 다른 자산이 현대 잠수함의 공격에 취약하다는 것을 보여주었기 때문이다.
"현존함대"라는 개념은 해군 이외의 병력에도 일반화될 수 있다. 포위된 요새는 본질적으로 "현존군대"로서, 전투의 위험을 감수하지 않고도 적군을 묶어둔다.
덜 발전되었지만 공군에도 몇 가지 유사한 경우가 있다. 걸프 전쟁 동안 사담 후세인은 자신의 공군을 "현존함대"와 유사한 작전 교리로 사용했다. 강화된 벙커에 이라크 공군이 존재한다는 사실만으로도 이라크를 공격하는 연합군은 조심스럽게 행동하고 폭격기 출격을 호위해야 했으며, 항공기 격납고가 취약하다는 것이 밝혀질 때까지 그랬다.
모든 경우에 원칙은 동일하다. 더 작은 병력이 존재하고 교전 여부를 선택할 수 있는 한, 더 큰 병력은 더 작은 병력 전체를 파괴하기에 충분한 강도로만 작전을 수행할 수 있다. 이는 적의 선택지를 상당히 제한하며, 심지어 완전히 행동을 거부할 수도 있다. 더 작은 병력이 더 큰 병력과 강도 면에서 더 가까울수록 그 효과는 더 커질 것이다.

## 역사

### 러일 전쟁 1904년–1905년
첫 번째 현대적인 사례는 1904년 러일 전쟁 중 뤼순항에서 러시아 제국 해군과 일본 제국 해군(IJN) 간의 대치였다. 러시아는 세 개의 전투 함대를 보유하고 있었다. 하나는 발트해, 두 번째는 흑해, 세 번째는 극동에 있었다. 극동의 태평양 함대는 블라디보스토크와 뤼순항에 주둔하고 있었다. 후자가 지상전에 더 가까웠기 때문에 뤼순항은 전략적으로 더 중요해졌다.
IJN은 러시아 해군의 세 함대에 비해 단 하나의 전투 함대를 보유하고 있었다. 따라서 IJN은 세 함대 모두와 동시에 싸울 필요가 없었다. 1902년 영일 동맹은 영국과의 전쟁 위험을 감수하지 않도록 흑해 함대를 흑해에 봉쇄함으로써 사실상 제거했다. 나중에 제2태평양 함대로 이름이 변경된 발트 함대는 1905년 언젠가 뤼순항 함대를 증원하라는 명령을 받았다. IJN의 임무는 그 움직임을 선제하는 것이었다.
뤼순항의 "현존함대"가 제거된 후에야 발트 함대와 일본 함대가 맞붙을 수 있었다. 이는 1905년 5월 쓰시마 해전에서 일어났다.
뤼순항의 전투 전대를 영구적으로 제거하기 위해 IJN은 세 가지 작전을 시작했다. 첫 번째는 1904년 2월 초 항구 내부에서 구축함의 기습 어뢰 공격이었다. 이어서 빠르게 항구 입구를 봉쇄하려는 시도가 뒤따랐는데, 낡은 증기선을 폐쇄선으로 사용하여 수로에 침몰시켰다. 함대를 영구적으로 봉쇄하려는 세 번째이자 마지막 시도는 항구 입구 주변 해역에 기뢰를 부설하는 것이었다. 비록 이 마지막 시도도 실패했지만, 이는 의도치 않게 러시아 해군에서 가장 뛰어난 해군 장교 중 한 명인 스테판 마카로프 제독을 잃는 결과를 초래했다. 그의 기함인 전함 페트로파블롭스크가 기뢰에 부딪히자 거의 즉시 침몰하여 마카로프를 승조원들과 함께 수장시켰다.
"현존함대"는 빌헬름 비트게프트 제독의 새로운 지휘 아래 유지되었다. 뤼순항 전대는 1904년 8월 10일 탈출하여 블라디보스토크로 향하라는 명령을 받았다. 비트게프트의 뤼순항 탈출은 황해 해전 (1904년)으로 이어졌다. 이는 지나치게 장거리에서 벌어진 포격전으로, 어느 쪽도 주력함이 침몰하지 않았다. 그러나 뤼순항의 "현존함대"는 제거되었다. 그 군함들은 중립국 항구로 분산되어 억류되었고, 생존함들은 너무 심하게 손상되어 더 이상 사용할 수 없었다.

### 제1차 세계 대전
후기 사례는 제1차 세계 대전 중 독일 대양함대와 영국 대함대 간의 대치이다. 독일은 특히 유틀란트 해전 이후 더 큰 영국 왕립 해군과의 주요 교전에서 패배할 위험을 감수하기보다는 함대를 온전하게 유지하는 것을 크게 선호했다.

### 제2차 세계 대전
제2차 세계 대전에서 1940년 이탈리아 레지아 마리나의 행동도 "현존함대" 개념을 보여준다. 영국 왕립 해군과의 여러 소규모 전투가 대부분 결론 없이 끝난 후, 이탈리아 함대의 대부분은 타란토에 남아 있었고, 그곳에서 몰타에 도달하려는 영국군의 모든 시도에 대해 신속하게 출격할 수 있었으며, "영국 전략과 함대 배치에 불균형적인 영향"을 행사했다. 1940년 11월 영국 항공모함의 타란토 공격이라는 큰 전술적 성공 이후에도 영국이 이탈리아 함대에 결정적인 타격을 입히는 데 실패하여 영국 왕립 해군은 다음 3년 동안 지중해에 상당한 해군 병력을 묶어두게 되었다.
나치 독일의 크릭스마리네에서 독일 전함 티르피츠는 경력 전체를 "현존함대"로 사용했다. 비록 적함에 단 한 발도 발사하지 않았지만, 노르웨이 피오르에 그녀가 존재한다는 사실만으로도 영국 왕립 해군과 그들의 동맹국은 북극 수송선단을 방어하기 위해 강력한 군함을 할당해야 했으며, 주요 수송선단(PQ 17)이 흩어져 주로 U보트와 항공기에 막대한 손실을 입게 했다. 1943년 소형 잠수함 공격과 RAF 및 영국 왕립 해군 항공대가 발사한 연속적인 공습은 1944년 11월까지 위협을 제거했으며, 이때 티르피츠는 트롬쇠에서 랭커스터 폭격기에 의해 침몰했다.

## 같이 보기
- 제해권
- 홍해 소함대

## 일반 및 인용 참고 문헌
- Harper, Steven R. (1994년 6월 17일). “Submarine Operations During the Falklands War (AD-A279 55)” (PDF). United States Naval War College. 12쪽. 2011년 5월 22일에 원본 문서 (PDF)에서 보존된 문서.
- Hattendorf, John B. (Winter 2014). 《The Idea of a 'Fleet in Being' in Historical Perspective》. 《Naval War College Review》 67. Article 6. JSTOR 26397437. 2020년 7월 9일에 원본 문서에서 보존된 문서.
- Mahan, Captain A. T. (June 1906). 《Reflections, Historic and Other, Suggested by the Battle of the Japan Sea (Tsushima)》. 《US Naval Institute Proceedings》. XXXVI (US Naval Institute).
- Maltby, William S. (1994). 〈The Origins of a global strategy: England from 1558 to 1713〉.   Williamson Murray;  외. 《The making of strategy: rulers, states, and war》. Cambridge, England: Cambridge University Press. ISBN 978-0-521-56627-8.
- Tikowara, Hesibo (1907). 《Before Port Arthur in a Destroyer: The Personal Diary of a Japanese Naval Officer》. 번역 Captain R. Grant (from the Spanish) 1 a 2판. London: John Murray. OCLC 31387560.
- Wennerholm, Colonel Bertil; Schyldt, Colonel Stig (2000년 5월 23일). 《Kungliga Krigsvetenskapsakademien avd III》. Swedish Royal War Academy. 13쪽.

## 추가 문헌
- Virilio, Paul (1986) [1977]. 《Speed and Politics: An Essay on Dromology》. New York: Semiotext(e).